# 阿尔多·坎帕泰利
阿尔多·坎帕泰利（義大利語：Aldo Campatelli，1919年4月7日—1984年6月3日），生于米兰，意大利男子足球运动员。他曾代表意大利国家队参加1950年国际足联世界杯，结果获得第七名。